# Stati degli Stati Federati di Micronesia

Stati federati degli Stati Federati di Micronesia

Gli Stati Federati di Micronesia sono una federazione composta da quattro stati.

## Lista
| Mappa | Bandiera | Stato   | Capitale | Popolazione | Superficie (km²) | Densità |
| ----- | -------- | ------- | -------- | ----------- | ---------------- | ------- |
|       |          | Chuuk   | Weno     | 53 595      | 127              | 420     |
|       |          | Kosrae  | Tofol    | 7 686       | 110              | 70      |
|       |          | Pohnpei | Kolonia  | 34 486      | 346              | 100     |
|       |          | Yap     | Colonia  | 11 241      | 118              | 95      |